# Schwedische Badminton-Mannschaftsmeisterschaft 2022/23
Titelträger der Schwedischen Badminton-Mannschaftsmeisterschaft 2022/23 im Badminton und damit schwedischer Mannschaftsmeister wurde der Klub Trollhättan BMK, der sich in den Play-offs durchsetzen konnte.

## Vorrunde
| Platz | Team                   | Spiele | G  | U | V  | Spielpunkte | Sätze   | Bälle     | Punkte |
| ----- | ---------------------- | ------ | -- | - | -- | ----------- | ------- | --------- | ------ |
| 1     | Fyrisfjädern           | 14     | 12 | 0 | 2  | 66-21       | 215-81  | 3017-2248 | 35     |
| 2     | Trollhättan BMK        | 14     | 10 | 0 | 4  | 53-32       | 177-124 | 2837-2641 | 31     |
| 3     | Påvelund ToB           | 14     | 9  | 0 | 5  | 48-40       | 155-143 | 2599-2666 | 27     |
| 4     | Täby Badmintonförening | 14     | 8  | 0 | 6  | 47-40       | 166-153 | 2957-2848 | 23     |
| 5     | BMK Aura               | 14     | 7  | 0 | 7  | 47-40       | 156-132 | 2613-2520 | 22     |
| 6     | IFK Umeå               | 14     | 6  | 0 | 8  | 40-49       | 138-167 | 2723-2799 | 19     |
| 7     | Västra Frölunda BMK    | 14     | 3  | 0 | 11 | 23-63       | 98-206  | 2461-2961 | 7      |
| 8     | Spårvägen BMF          | 14     | 1  | 0 | 13 | 24-63       | 99-198  | 2410-2934 | 4      |

## Play-offs

### Viertelfinale
- Påvelund ToB – IFK Umeå: 4-3
- BMK Aura – Täby Badmintonförening: 4-2

### Halbfinale
- Trollhättan BMK – Påvelund ToB: 4-3
- Fyrisfjädern – 	BMK Aura: 4-2

### Finale
- Fyrisfjädern – Trollhättan BMK: 2-4